# Epitrix hirtipennis
Epitrix hirtipennis is een keversoort uit de familie bladkevers (Chrysomelidae). De wetenschappelijke naam van de soort werd in 1847 gepubliceerd door Frederick Ernst Melsheimer.